# Palæarktiske zone
Den palæarktiske zone (ordret: den ”gammelarktiske zone” fra græsk palaios = "gammel" + arktos = "det arktiske") en én af de 8 økozoner, som Jordens overflade er inddelt i.
Den omfatter økoregionerne på landjorden i Europa, Asien til og med Himalayas sydlige forbjerge, Afrika til Saharas sydgrænse og dele af Mellemøsten.
I udstrækning er det den største økozone, men den har kun få særpræg på grund af de centrale ørkener, den nordlige tundra og fraværet af egentlig tropiske områder, selv om der findes egne med tørt og næsten tropisk klima (Sahel, Sicilien, Andalusien og dele af Grækenland). De mange istider har også bidraget til at udslette mange særpræg i dyre- og planteliv, især da de vigtigste bjergkæder strækker sig i øst-vestlig retning.
På grund af dens størrelse deles zonen ofte for nemheds skyld i "den østlige, palæarktiske zone" og "den vestlige, palæarktiske zone", hvor Uralbjergene og det Kaspiske Hav bruges som adskillelse mellem de to halvdele.
Denne zone og den Nearktiske zone (ordret: den "nyarktiske zone") (Nordamerika) har flere gange under istiderne været forbundet via en tørlagt tange over Beringstrædet, og de har derfor flere indbyrdes ligheder end andre zoner. Nogle forskere kalder dem af samme grund for den "Holarktiske zone".

## Den palæarktiske zone
Den palæarktiske økozone består mest af nordlige og tempererede regioner, som strækker sig tværs over Eurasien fra Vesteuropa til Beringshavet. Den nordlige og tempererede euro-sibiriske region er den største i Palæoarktis, og den rummer overgange fra tundraen i det nordlige Rusland og Skandinavien til "Taigaen", de nordlige, nåleskove, som strækker sig tværs over kontinentet. Syd for taigaen ligger et bælte af tempererede løvfældende og blandede skove og tempererede nåleskove. Den enorme eurosibiriske region er kendetegnet ved mange fælles plante- og dyrearter, og den har mange tilknytninger til de nordlige og tempererede regioner i Nordamerikas nearktiske zone. Eurasien og Nordamerika har flere gange været forbundet via en landtange over Beringstrædet, og derfor har de en meget ensartet pattedyr- og fuglefauna med mange eurasiske arter, der er indvandret til Nordamerika og nogle færre, som er vandret den modsatte vej. Mange zoologer lægger den palæarktiske og den nearktiske zone sammen og taler i stedet om den holarktiske zone. Palæarktis og Nearktis har også mange fælles plantearter, som botanikerne samler under begrebet Arkto-tertiær flora.

### Middelhavsområdet
De landområder, der har kyst ud mod Middelhavet i Sydeuropa, Nordafrika og Mellemøsten, dækkes af de mediterrane økoregioner, som sammenlagt danner verdens største og mest varierede biomer. Området har de fleste steder milde, regnfulde vintre og varme, tørre somre. Middelhavsområdets mosaik af skove, skovegne og kratland er hjemsted for 13.000 endemiske arter. Området er også én af verdens mest truede biogeografiske regioner. Der er kun 4% af regionens oprindelige vegetation tilbage og menneskelig aktivitet i form af overgræsning, skovfældning, afbrænding, landbrug og byerhverv har nedslidt meget af regionen. Førhen var den for det meste dækket af skove og åbne skovområder, men menneskelig udnyttelse har omdannet store dele af regionen til kratområder, der kendes som matorral, maki eller garrigue. Derfor er Middelhavsområdet blevet udnævnt til at være et af verdens hotspots for biodiversitet.

### Ørkener
Et bredt bælte af ørkener, som rækker fra Sahara til den Arabiske ørken, adskiller den palæarktiske fra den afrotropiske zone. Det diskuteres, om grænsen skal lægges ved den sydlige udkant af disse ørkner, eller om den hellere bør lægges i overgangszonen mellem middelhavsområdet og ørknerne. Den sidste løsning ville placere ørknerne i den afrotropiske zone.

### Kaukasus
Kaukasusbjergene, der løber øst-vest mellem det Kaspiske hav og Sortehavet, har en særligt rig mosaic af nåleskove, løvskove og blandede skove. Desuden dækker området de tempererede regnskove i den euxint-kolkiske region.

### Centralasien
Centralasien og den Iranske højslette har tørre stepper og ørkenområder, men også bjergskove, skovstepper og enge i regionens høje bjergegne. I Sydasien danner Himalayas forbjerge mellem 2000 og 2500 m højde grænsen mellem den palæarktiske og den indomalayiske zone. Længere mod øst skaber høje bjerge tunger af palæarktisk flora og fauna i det nordlige Burma og Sydkina. Isolerede forposter findes på bjergtoppe så langt mod syd som Victoriabjerget (3.050 m) i det centrale Burma, Fan Si Pan (3.140 m) i Nordvietnam og Taiwans højeste bjerge.

### Østasien
Kina, Korea og Japan har et mere mildt og fugtigt klima end Sibirien og Centralasien, og landene har frodige, tempererede nåle-, løv- og blandingsskove, som efterhånden er begrænset til bjergegnene, efterhånden som man har taget de tæt befolkede lavlandsområder ind til brug for landbrug og industri. Østasien blev ikke særligt meget berørt af istiderne, så området beholdt 96% af de pliocæne træslægter, mens Europa kun har 27% tilbage. I de sydlige dele af Kina og Japan, hvor man har subtropisk klima, danner skovene en glidende overgang fra de tempererede, palæarktiske skove til de subtropiske og tropiske skove i den indomalayiske zone. Det skaber en rig og varieret blanding af plante- og dyrearter, og de sydvestlige bjerge i Kina er udpeget som et hotspot for biodiversitet.

### Ferskvandsområder
Økozonen har også adskillige vigtige ferskvandsøkoregioner som f.eks. de kraftigt regulerede floder i Europa, floderne i Rusland, som udmunder i Ishavet, Østersøen, Sortehavet, det Kaspiske Hav og også den ældste og dybeste sø på kloden, Bajkalsøen samt Biwasøen i Japan.

## Fauna
En enkelt fuglefamilie, the Jernspurvene (Prunellidae), er endemisk for den palæarktiske zone. I hele Holarktis findes der yderligere fire endemiske familier: Lommerne (Gaviidae), Vagtlerne (Tetraoninae), Alkefuglene (Alcidae) og Silkehaleerne (Bombycillidae).
Adskillige pattedyrarter opstod i Palæarktis, men spredtes senere til Nearktis under istiderne. Som eksempler kan nævnes Brun bjørn, (Ursus arctos), Kronhjort (Cervus elephas), Bison (Bison bison), og Ren (Rangifer tarandus).

## Palæarktiske økoregioner på landjorden
|  |  |

### Tempererede løvskove og blandede skove
- Tempererede skove i det sydvestlige Kina
- Tempererede skove i det russiske Fjernøsten
- Tempererede løvskove i Nordvesteuropa

### Tempererede Nåleskove
- Europæisk-mediterrane, blandede bjergskove
- Tempererede Skove i Kaukasus, Anatolien og Elburs
- Bjergskove i Altaiområdet
- Nåleskove på Hengduan Shan

### Mediterrane skove, skovområder, og krat
- Mediterrane skove, skovområder, og krat

### Nåleskov
- Nåleskov på Uralbjergene
- Østsibirisk taiga
- Taiga og græsområder på Kamchatka
- Skandinavisk og russisk nåleskov

### Palæarktiske, tempererede græsområder, savanner og buskområder
- Den dauriske steppe

### Montane Græs- og buskområder
- Steppe på den tibetanske højslette
- Steppe- og skovområder i Centralasiens bjerge
- Alpine enge i det østlige Himalaya

### Tundra
- Alpin tundra og taiga i Fenno-Scandien
- Taimyr og Centralsibirisk tundra
- Kysttundra ved Chukote

### Ørkner og tørre buskområder
- Centralasiatiske Ørkner